# Печера Вдовиченка
Печера Вдовиченка — печера, що знаходиться на гірському масиві Ай-Петрі (Крим, Україна). Печера носить ім'я спелеолога Олександра Миколайовича Вдовиченка, який трагічно загинув в Криму 27 березня 1965 р. Печера вертикального типу простягання.

## Основні характеристики
Глибина 196 м: Довжина 250 м: Категорія складності — 3А: Вертикальний тип: Обсяг 2450 м³
Площа 40 м²
Висота входу 1100 м.